# Сичинава, Борис Шалвович
Бори́с Ша́лвович Сичина́ва (28 октября 1936, Грузинская ССР, СССР — 17 мая 2011, Тбилиси, Грузия) — советский футболист, защитник, полузащитник, нападающий, мастер спорта СССР (1957), Заслуженный тренер Грузинской ССР (1978).

## Биография
Выступал за команды ОДО / СКВО Тбилиси (1955-июль 1956, 1957), «Нефтяник» Баку (июль-октябрь 1956[уточнить]). В 1958—1967 годах в классе «А» / первой группе «А» чемпионата СССР выступал за «Динамо» Тбилиси, провёл за команду 240 матчей, забил 6 голов.
Впоследствии тренировал юношеские команды Тбилиси, юношескую сборную Грузии, «Динамо» Тбилиси (1994—1995).
Скончался 17 мая 2011 года.

## Достижения
- Чемпион СССР 1964.
- В списке 33 лучших футболистов: 1 раз — 1964 (№ 2)